# Нагорная, Ольга Васильевна
Ольга Васильевна Наго́рная (род. 1969) — украинская оперная певица (сопрано). Народная артистка Украины (2015).

## Биография
Родилась 28 января 1969 года в Киеве. Окончила КГК имени П. И. Чайковского в 1994 году. Выступает в Национальной опере Украины.

## Оперные партии
- «Анна Ярославна — королева Франции» А. Рудницкого — Анна Ярославна
- «Царская невеста» Н. А. Римского-Корсакова — Марфа
- «Пиковая дама» П. И. Чайковского — Прилепа
- «Севильский цирюльник» Дж.Россини — Розина
- «Риголетто» Дж. Верди — Джильда
- «Любовный напиток», «Лючия ди Ламмермур» Г. Доницетти — Адина и Лючия
- «Богема» Дж. Пуччини — Мими
- «Кармен» Ж. Бизе — Микаэла
- «Дон Жуан» В. А. Моцарта — донна Анна
- "Травиата" Дж.Верди - Виолетта
- "Норма" В.Беллини - Норма
- "Турандот" Дж. Пуччини - Лю
- "Война и мир" С.Прокофьев - Наташа Ростова
- "Ромео и Джульетта" Ш.Гуно - Джульетта
- "Фауст" Ш.Гуно  - Маргарита
- "Служанка - госпожа" Дж.Перголези - Серпина
- "Любовь к трем апельсинам" С.Прокофьев - Нинетта
- "Набукко" Дж.Верди - Анна
- "Аида" Дж.Верди - Верховная жрица

## Награды и премии
- Народная артистка Украины (6 марта 2015) — за значительный личный вклад в социально-экономическое, научно-техническое, культурно-образовательное развитие Украинского государства, весомые профессиональные достижения и самоотверженное служение Украинскому народу[1]
- Заслуженная артистка Украины (23 августа 1999) — за весомый личный вклад в развитие украинской культуры, высокий профессионализм[2]
- Государственная премия Украины имени Тараса Шевченко (6 марта 1998) — за исполнение партии Джильды в опере «Риголетто» Джузеппе Верди в Национальной опере Украины[3]